# Esmeralda (boktor)
Esmeralda is een kevergeslacht uit de familie van de boktorren (Cerambycidae). De wetenschappelijke naam van het geslacht werd voor het eerst geldig gepubliceerd in 1861 door Thomson.

## Soorten
Esmeralda omvat de volgende soorten:
- Esmeralda coerulea (Schönherr, 1817)
- Esmeralda costulata Bates, 1891
- Esmeralda laetifica Bates, 1869
- Esmeralda polita (Fragoso & Monné, 1988)